# Thorsten Siegel
Thorsten Siegel (* 1967) ist ein deutscher Jurist und Professor für Öffentliches Recht, insbesondere Verwaltungsrecht an der Freien Universität Berlin.

## Werdegang
Siegel studierte ab 1989 Rechtswissenschaft an der Ruprecht-Karls-Universität Heidelberg, wo er dann 1994 seine erste juristische Staatsprüfung ablegte. 1996 legte er die zweite juristische Staatsprüfung ab. Anschließend war er bis 2001 als Rechtsanwalt in Neustadt/Wstr. und Andernach tätig. Von 1998 bis 2000 war er Forschungsreferent am Deutschen Forschungsinstitut für öffentliche Verwaltung Speyer (FÖV), wo er  ein Forschungsprojekt zum allgemeinen Verwaltungsrecht bearbeitete. Im Jahre 2000 erfolgte seine Promotion an der Deutschen Universität für Verwaltungswissenschaften Speyer. Von 2001 war er kommissarischer Institutsreferent am Deutschen Forschungsinstitut für öffentliche Verwaltung Speyer. Seit 2002 war Siegel dann Forschungsreferent am FÖV und bearbeitete ein Forschungsprojekt auf dem Gebiet des Vergaberechts. Im Jahre 2008 erfolgte seine Habilitation bei Jan Ziekow und er erhielt die Lehrbefugnis für die Fächer Öffentliches Recht, Europarecht und Verwaltungswissenschaft. Er übernahm anschließend Gastprofessuren an der Universität des Saarlandes sowie Lehrstuhlvertretungen an der Gottfried Wilhelm Leibniz Universität Hannover, an der Universität Potsdam und an der Ludwig-Maximilians-Universität München.
Seit 2013 ist Siegel Professor an der Freien Universität Berlin. Von 2015 bis 2017 war Siegel geschäftsführender Direktor der Wissenschaftlichen Einrichtung Öffentliches Recht der Freien Universität Berlin. Seit 2016 veranstaltet Siegel jährlich die Tagung „Berliner Konzessionsrechtstage“.

## Herausgeberschaften
Siegel ist Mitherausgeber der Zeitschrift „Verwaltungsarchiv“ und der im Verlag Duncker & Humblot erscheinenden Schriftenreihe „Beiträge zum Vergaberecht“ (mit Jan Ziekow).

## Publikationen
Thorsten Siegel forscht und publiziert insbesondere zu Fragen des Verwaltungs- und des Europarechts (Auswahl):
- Friedhelm Hufen, Thorsten Siegel: Fehler im Verwaltungsverfahren. Nomos, Baden-Baden, 6. Aufl. 2018, ISBN 978-3-8487-1082-9
- Christian Waldhoff, Thorsten Siegel: Öffentliches Recht in Berlin. C.H. Beck, München, 2. Auflage 2018, ISBN 978-3-406-70272-3
- Thorsten Siegel: Europäisierung des Öffentlichen Rechts: Rahmenbedingungen und Schnittstellen zwischen dem Europarecht und dem nationalen (Verwaltungs-)Recht. Mohr-Siebeck, Tübingen 2012, ISBN 978-3-16-152004-4; auf Spanisch erschienen unter dem Titel Europeización del Derecho público, ISBN 978-84-9123-018-2
- Thorsten Siegel: Das institutionelle Gleichgewicht in der Bundesrepublik Deutschland und in der Europäischen Gemeinschaft: Antrittsvorlesung im Sommersemester 2009. Deutsche Hochschule für Verwaltungswissenschaften Speyer, 2010
- Thorsten Siegel: Entscheidungsfindung im Verwaltungsverbund: horizontale Entscheidungsvernetzung und vertikale Entscheidungsstufung im nationalen und europäischen Verwaltungsverbund. Mohr-Siebeck, Tübingen 2009, ISBN 978-3-16-149891-6 (Habilitationsschrift)
- Jan Ziekow, Thorsten Siegel: Flexibilisierung des Vergabeverfahrens? Evaluation des zweiten Modellversuchs „Befreiung von Vorschriften der VOB/A erster Abschnitt“ des Landes Nordrhein-Westfalen. Nomos, Baden-Baden 2007, ISBN 978-3-8329-2487-4
- Thorsten Siegel: Die Verfahrensbeteiligung von Behörden und anderen Trägern öffentlicher Belange: eine Analyse der rechtlichen Grundlagen unter besonderer Berücksichtigung der Beschleunigungsgesetzgebung. Duncker & Humblot, Berlin 2001, ISBN 3-428-10485-4 (Dissertation)
- Jan Ziekow, Thorsten Siegel: Anerkannte Naturschutzverbände als „Anwälte der Natur“ – Rechtliche Stellung, Verfahrensbeteiligung und Fehlerfolgen. Duncker & Humblot, Berlin 2000, ISBN 3-428-10399-8